# Slaný
Slaný (Tjekkisk udtale: [ˈslaniː]; tysk: Schlan) er en by i distriktet Kladno i den tjekkiske region Centralbøhmen i Tjekkiet. Den har omkring 17.000 indbyggere. Den historiske bymidte er velbevaret og er beskyttet ved lov som et bymonumentzone.
Landsbyerne Blahotice, Dolín, Lotouš, Kvíc, Kvíček, Netovice, Otruby, Trpoměchy og Želevčice er administrative dele af Slaný.

## Geografi
Slaný ligger omkring 25 km nordvest for Prag, på Prag-plateauet. Červený-bækken løber gennem kommunen fra sydvest til nordøst. Dens dominerende træk er bakken Slánská hora, der er 330 meter over havets overflade.

## Historie
I Wenceslaus Hajeks krønike står der, at Slaný blev grundlagt i 750 ved en saltkilde nedenfor Slánská hora-bjerget (slaný er et tjekkisk ord for "salt").
Den første skriftlige omtale af Slaný er fra 1262. Byen voksede som et resultat af dens placering på handelsruten mellem Prag og Sachsen. Benediktinerne etablerede et hospital her i 1136 sammen med en kirke dedikeret til St. Gotthard. Det var denne store tilstedeværelse af kirken, og den ukonsoliderede tilstand af jordejendom, der fulgte med, som gjorde det muligt for kong Wenceslaus 2. af Bøhmen at chartre Slaný som en by og give sit kongelige samtykke til dens Magdeburg-rettigheder først engang i årtiet efter 1295. I 1348 beskadigede et jordskælv den nu befæstede by; i 1371 udbrød der en stor brand, og kirken måtte genopbygges.
Slaný blev erobret af taboritterne (en) i 1425 under hussitterkrigene og forblev i deres hænder indtil 1434. Ikke nok med at benediktinermunkene måtte forlade byen - byen ved bakken var også en af husitternes hellige byer. Senere gav hussitkongen Georg af Poděbrady (en) Slaný mange privilegier, efter at byen havde støttet hans valg til tronen. Byen deltog også i det bøhmiske oprør, der indledte Trediveårskrigen, og husede familien til kong Frederik 5. af Pfalz. Efter Slaget ved Det Hvide Bjerg, der betød et nederlag for sagen, led byen som følge af krigens hærgen. Bagefter opførte de nye katolske ejere af Slaný, familien Martinic, en barokkirke og et bygningsværk, der sammen med et nyt kloster pryder byen den dag i dag.
Siden midten af det 19. århundrede har tjekkisk været det dominerende sprog i byen. Den industrielle udvikling blev forsinket indtil omkring 1860. En vigtig maskinfabrik blev bygget i 1872, og flere fulgte. En fabrik, der producerede batterier, blev grundlagt i 1918. Infrastrukturen og bekvemmelighederne i en moderne by er gradvist blevet tilføjet siden anden halvdel af det 19. århundrede.